# Myotis levis
Myotis levis és una espècie de ratpenat de la família dels vespertiliònids que habita l'Argentina, Bolívia, el Brasil i l'Uruguai. Té diversos hàbitats naturals. S'alimenta d'insectes. És una espècie en risc mínim, és a dir, no sembla que hi hagi cap amenaça significativa per a la seva supervivència.
Fou descrit el 1806 per Isidore Geoffroy Saint-Hilaire. El nom específic levis significa 'llis' en llatí.